# Christian Urstis
Christian Urstis (1544 – 1588. március 29.) német matematikus, teológus, történetíró.  A neve előfordul Urstisius, Wurzticius, Wurstisen alakban is.

## Életútja
Apja, Pantaleon Wurstisen, Liestalból származott, de Bázel közelébe költözött, és 1545-ben bázeli polgár és utóbb városi tanácsos lett. A fiú a Thomas Plater gimnáziumban tanult, majd a Bázeli Egyetemen teológiai, valamint matematikai és történelmi tanulmányokat folytatott. 1562-ben nyerte el a magisteri fokozatot, azaz a filozófiai doktorátust.  A következő évben az akkor Bázelhez tartozó Groß-Hüningen falu lelkésze volt, 1564-ben pedig ideiglenes segédlelkésszé lett a bázeli St. Theodor templomban, de közben az egyetemen matematikát tanított. A lelkészséget hamar feladta, mivel a hívei nem értették beszédeit.
Matematikatanárként írta meg Elementa Arithmeticae című művét valamint egy kommentárt Purbach bolygóelméletéhez – mindkét írás még sokkal halála után is használatban volt. Utóbbi művében egyértelműen a kopernikuszi elmélet mellett állt ki. Komoly bizonyítékok támasztják alá azt is, hogy utazást tett Itáliába, és Páduában tartott előadásával egyike volt azoknak, akik Galileihez elvitték a kopernikuszi új tanokat. 
Történetírói fő művét, Bázel krónikáját 1570-ben kezdte el írni, és 1580-ban jelent meg. Ebben a címereken a színeket azok kezdőbetűivel jelölte. 1577-ben az Epitomes historiae Basiliensis jelent meg, amely egy fajta történelmi helyrajz, és bizonyos értelemben a bázeli krónika előmunkája. Folyamatosan gyűjtötte a bázeli vonatkozású forrásokat, így jöttek létre a bázeli püspökség címerkönyve mellett különböző kéziratos gyűjteményei, például az Analecta, amelyek mai is értékes alapot képeznek Bázel történetének kutatásához. 1585-ben jelent meg két kötetben a Germaniae historicorum illustrium ll., amely a korai német történelem kilenc történetírójának munkáit tartalmazta. Az Urstis hagyatékábam talált feljegyzések szerint szándékában állt megírni a Német Birodalom történetét, de ezt a tervét hivatali kötelezettségei miatt nem tudta megvalósítani.
1585-ben felcserélte a matematikatanárságot az ószövetségi teológiával, majd pár év múlva városi történetíróvá nevezték ki. A hivatal igencsak kedvére való volt, mert megnyitotta előtte a városi levéltár addig hozzáférhetetlen iratait.
1588 márciusában azonban megbetegedett és pár hét múlva, 44 éves korában meghalt.

## Művei
- Wurstisen, Ch.: Bassler Chronick, dariñ alles, was sich in Oberen Teutschë Landen, nicht nur in der Statt und Bistumbe Basel, von ihrem Ursprung her, … biss in das gegenwirtige MDLXXX. Jar, gedenckwirdigs zugetragen: sonder auch der Eydtgnoschafft, Burgund, Elsass und Breissgow … warhafftig beschrieben: sampt vieler Herrschafften und Geschlechtern Wapen und Stambäumen, etc. (Eine Missive Enee Sylvii … darinn die Statt Basel kurtzlich beschrieben. Durch C. Wurstisen … vertolmetscht.).. pp. xx. 655. Sebastian Henricpetri: Basel, 1580. fol. Bázel térképe és a címerek színezettek
- Wurstisen, Ch. (Urstisius): Elementa arithmeticae, logicis legibus deducta in usum Academiae Basiliensis. Opera et studio Christiani Urstisii. Basileae, 1579. Sebastianus Henricpetri